# Elefante (xadrez)

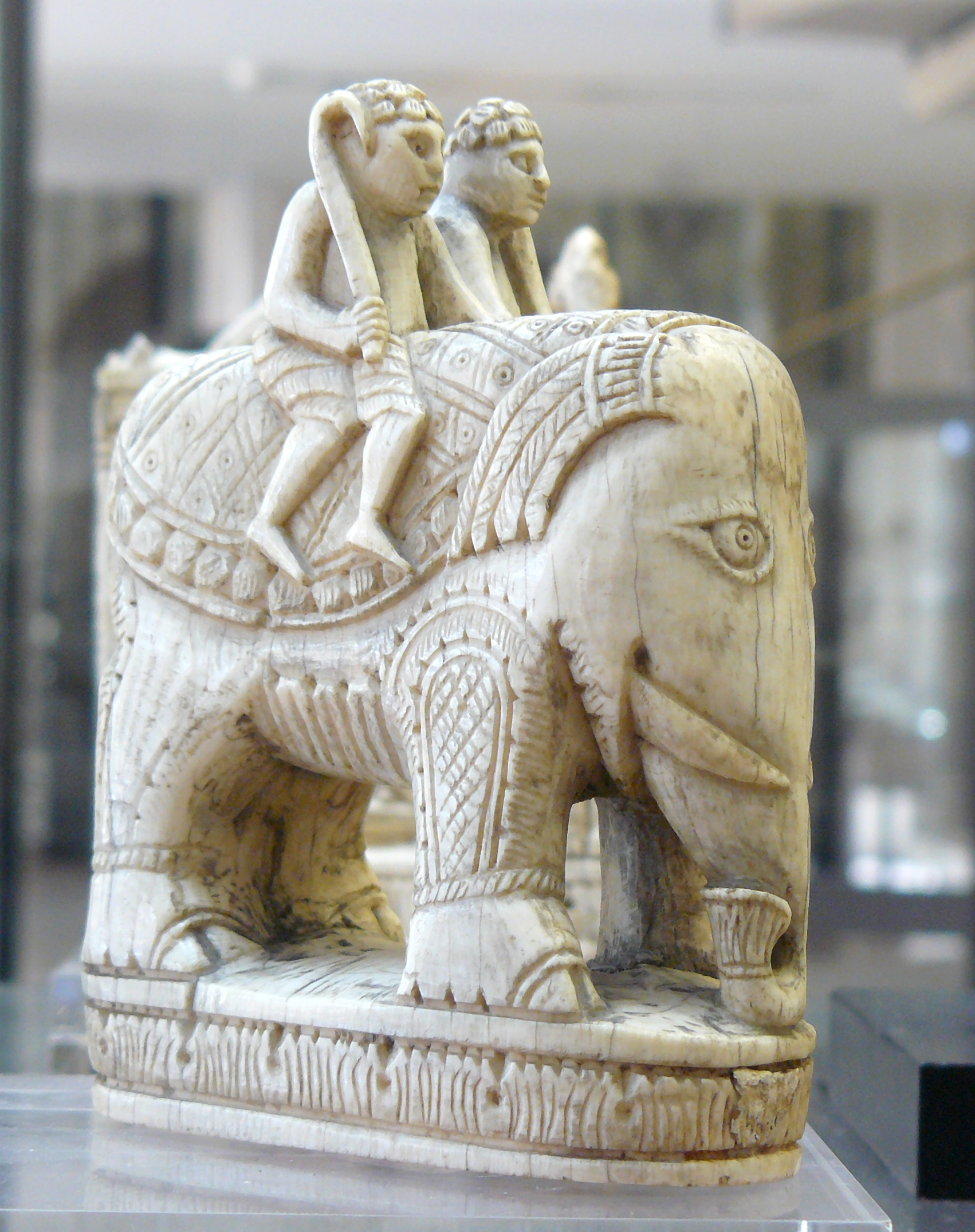
Elefante no conjunto Peças de Carlos Magno.

O Elefante é uma peça de xadrez do chaturanga de valor aproximado de três peões. Movimenta-se em uma casa na direção diagonal podendo pular peças intervenientes e captura tomando o lugar ocupado pela peça adversária. Devido a característica de seu movimento, assim como o Bispo, tem a deficiência da fraqueza da cor onde seu movimento fica limitado a cor da casa de onde inicia a partida.
O elefante foi substituído pelo bispo por volta do século XII e os historiadores indicam que a mudança do nome decorreu da influência da Igreja Católica na idade média e da semelhança da peça abstrata árabe com o mitra utilizados pelos bispos na época.

## Origem e etimologia

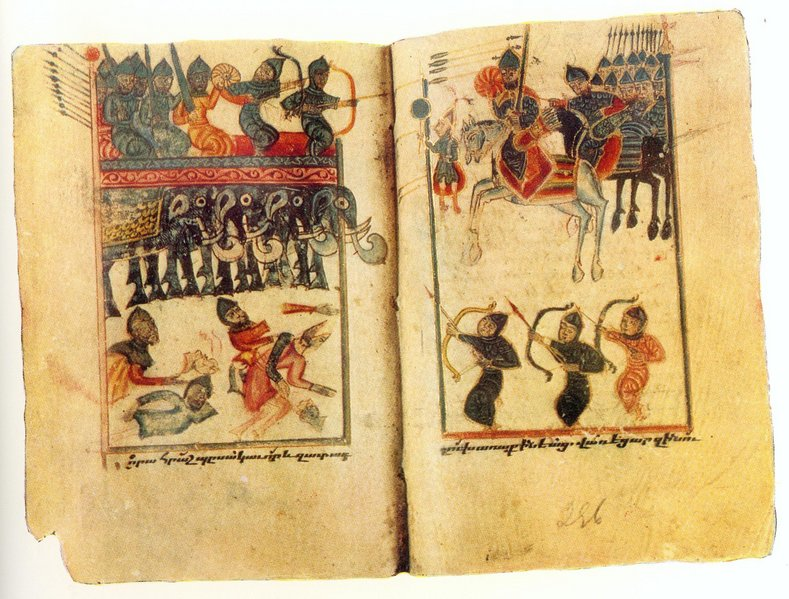
Uma miniatura medieval armena representando elefantes de guerra sassânidos na Batalha de Avarair

Uma das lendas que sobre a criação do jogo conta que o brâmane Sissa criou o jogo chaturanga, predecessor mais antigo do xadrez, a pedido do Rajá indiano Balhait. Sissa tomou por base as figuras do exército indiano, e incluiu o Elefante como forma representativa de uma das partes dos exércitos durante a guerra. De acordo com relatos gregos, esta era a composição do exército indiano desde o Séc. IV a.C. A palavra chaturanga que posteriormente nomeou o jogo tem o significado ligado às partes do exército no Ramáiana e no Mahābhārata no qual o exército é expressamente chamado de hasty-ashwa-ratha-padatam do qual hasty é a palavra em sânscrito para um elefante.
Embora não seja uma palavra do idioma persa, assim como os árabes a peça era denominada Pil com o significado de elefante. Os espanhois utilizaram a mesma palavra árabe Al-Fil ou Alfil com o significado próximo de O Elefante.[carece de fontes?]  Dois livros do final do século XV descrevem a inclusão do Bispo no lugar do Elefante: o Libre Del jochs partits dels schachs em nombre de 100 de Francisco Vicente, perdido em 1811 durante um saqueamento dos soldados de Napoleão ao monastério de Montserrat, e o Repetición de amores e arte Del axedres com CL iuegos de partido de Luiz Ramíriz de Lucena, impresso na cidade de Salamanca e dedicado ao recém falecido príncipe Don Juan, filho de Fernando e Isabel de Castela. Ao invés de se mover pulando somente uma casa, poderia percorrer o caminho diagonal desde seu caminho não estivesse impedido.

## Arqueologia
No continente europeu, o conjunto de peças de Carlos Magno encontrado na Basílica de Saint-Denis no século XIII, contém quatro elefantes em marfim representados por dois mahout montados no animal.

## Movimento e valor relativo
| Começo de um tabuleiro de xadrez. | a          | b | c                        | d | e          | f | g | h |                             |
| 8                                 |            |   |                          |   |            |   |   |   | 8                           |
| 7                                 |            |   |                          |   |            |   |   |   | 7                           |
| 6                                 | cruz em a6 |   |                          |   | cruz em e6 |   |   |   | 6                           |
| 5                                 |            |   |                          |   |            |   |   |   | 5                           |
| 4                                 |            |   | bispo preto virado em c4 |   |            |   |   |   | 4                           |
| 3                                 |            |   |                          |   |            |   |   |   | 3                           |
| 2                                 | cruz em a2 |   |                          |   | cruz em e2 |   |   |   | 2                           |
| 1                                 |            |   |                          |   |            |   |   |   | 1                           |
|                                   | a          | b | c                        | d | e          | f | g | h | Fim do tabuleiro de xadrez. |

No início de uma partida de chaturanga, cada jogador tem um par de elefantes dispostos em c1 e f1 para as brancas e c8 e f8 para as negras. Seu movimento é obliquo, movimentando-se uma casa na diagonais, pulando a primeira estando esta ocupada ou não.